# Spilosoma mediosimplex
Spilosoma mediosimplex är en fjärilsart som beskrevs av Embrik Strand 1919. Spilosoma mediosimplex ingår i släktet Spilosoma och familjen björnspinnare. Inga underarter finns listade i Catalogue of Life.